# Cordt Schnibben
Cordt Georg Wilhelm Schnibben (* 28. Juli 1952 in Bremen) ist ein deutscher Journalist, der von 2001 bis 2013 das Gesellschaftsressort des Nachrichtenmagazins Der Spiegel leitete.

## Biografie
Sowohl Schnibbens Vater Georg als auch seine Mutter Elfriede Schnibben, die starb, als er dreizehn Jahre alt war, waren überzeugte Nationalsozialisten. Erst nach dem Tod des Vaters erfuhr Schnibben, dass beide Eltern kurz vor Kriegsende an einem politisch motivierten Mord an einem unbewaffneten Zivilisten beteiligt gewesen seien, bei dem der später wegen Beihilfe zum Totschlag verurteilte Vater als Freiwilliger des „Freikorps Adolf Hitler“ zu den Haupttätern gehört habe, worüber Schnibben im April 2014 in einem ausführlichen Essay berichtete.
Schnibben war Schüler am Bremer Gymnasium am Barkhof. Er wurde von der 68er-Bewegung beeinflusst, demonstrierte gegen die Notstandsgesetzgebung, trat der DKP bei und studierte ein Jahr Gesellschaftswissenschaften an der Außenstelle des Franz-Mehring-Instituts in Berlin-Biesdorf in Ostberlin. Das Studienjahr wurde ihm anerkannt, als er an der Universität Bremen das Studium der Wirtschaftswissenschaften aufnahm. Eine Zeit lang arbeitete er als Werbetexter. Nach einer erfolglosen ersten Bewerbung akzeptierte ihn die Henri-Nannen-Schule im zweiten Anlauf. Von 1984 bis 1988 war er Redakteur bei der Wochenzeitung Die Zeit. Ab 1989 arbeitete er beim Nachrichtenmagazin Der Spiegel. 1999 übernahm er mit Lothar Gorris die Chefredaktion des neu gegründeten Magazins Spiegel Reporter, das nach der Einstellung 2001 als Gesellschaftsressort in den Spiegel integriert wurde. Das Gesellschaftsressort leitete er von 2001 bis 2006 mit Lothar Gorris und von 2006 bis 2013 mit Matthias Geyer.
Ab 2013 leitete er die Entwicklung der Internet-Zeitung Spiegel Daily, die im Mai 2017 startete und im Mai 2018 wieder eingestellt wurde. 2014 war er maßgeblich beteiligt, als der Spiegel ein „Labor für multimediales Storytelling“ gründete. Dort kamen Mitarbeiter aller Sparten regelmäßig zusammen, um Strukturen für Multi-Format Publishing und Datenjournalismus zu entwickeln. Ein von ihm im Dezember 2014 veröffentlichter Facebook-Beitrag, in dem er den vormaligen Spiegel-Chefredakteur Wolfgang Büchner scharf angriff, führte zu einer großen Medienresonanz. Im November 2017 verließ er den Spiegel mit Erreichen des Rentenalters.
Er gründete 2007 mit Ariel Hauptmeier und Stephan Lebert das Reporter-Forum, das seit 2009 jährlich den Deutschen Reporterpreis verleiht, und im Januar 2017 mit David Schraven die Online-Journalistenschule Reporterfabrik. Im Sommer 2019 wurde er Mitglied des Kuratoriums der Reportageschule Reutlingen. Er ist einer der beiden Autoren des Dokudramas Dutschke – Schüsse von rechts, das am 2. November 2020 auf Das Erste ausgestrahlt wurde.
Im Frühjahr 2018 trat er der SPD bei. Er ist Mitgründer des PEN Berlin.

## Auszeichnungen
Für seine journalistische Arbeit wurde Schnibben mit dem Theodor-Wolff-Preis und dem Egon-Erwin-Kisch-Preis ausgezeichnet.
1990 erhielt er den Adolf-Grimme-Preis mit Gold für Unter deutschen Dächern: Die Erben des Dr. Barschel (zusammen mit Christian Berg), 1991 den Adolf-Grimme-Preis mit Silber für Wer zu spät kommt – Das Politbüro erlebt die deutsche Revolution (zusammen mit Martin Wiebel, Claudia Rohe, Jürgen Flimm, Hans-Christian Blech und Dirk Dautzenberg).
Für Hamburger Gift erhielt er gemeinsam mit Horst Königstein einen Sonderpreis für Drehbuch und Recherche beim Fernsehfilmpreis der Deutschen Akademie der Darstellenden Künste 1993.
2012 erhielt Schnibben einen Henri-Nannen-Preis in der Kategorie Beste Dokumentation, im Team mit Ferry Batzoglou, Manfred Ertel, Ullrich Fichtner, Hauke Goos, Ralf Hoppe, Thomas Hüetlin, Guido Mingels, Christian Reiermann, Christoph Schult, Thomas Schulz und Alexander Smoltczyk, für Eine Bombenidee, erschienen im Spiegel.

## Schriften (Auswahl)
- Neues Deutschland. Seltsame Berichte aus der Welt der Bundesbürger. 1988, ISBN 3-891-36206-4.
- Mit Volker Skierka: Macht und Machenschaften: die Wahrheitsfindung in der Barschel-Affäre. Rasch und Röhring Verlag, Hamburg 1988, ISBN 3-89136-189-0.
- Reklamerepublik: Seltsame Berichte zur Lage der vierten Gewalt. 1994, ISBN 3-891-36520-9.
- Saigon export. Vietnams Comeback. Seltsame Berichte aus einem neueröffneten Land. 1989, ISBN 3-891-36276-5.
- Seltsames Deutschland: Berichte aus der Welt der Bundesbürger. 1992, ISBN 3-426-04044-1.
- Che Guevara und andere Helden. 1997, ISBN 3-891-36616-7.
- Mit Stefan Aust: 11. September 2001: Geschichte eines Terrorangriffs. 2002, ISBN 3-423-34026-6.
- Mit Stefan Aust: Irak: Geschichte eines modernen Krieges. 2003, ISBN 3-423-34137-8.
- Operation Rot-Grün: Geschichte eines politischen Abenteuers. 2005, ISBN 3-421-05782-6.
- Tsunami: Geschichte eines Weltbebens. 2005, ISBN 3-421-05890-3.
- Mit Irmela Hannover: I can’t get no: Ein paar 68er treffen sich wieder und rechnen ab. Kiepenheuer & Witsch, Köln 2007, ISBN 3-462-03905-9.
- Als Hrsg.: Wegelagerer : die besten Storys der Spiegel-Reporter. Reihe Die Andere Bibliothek. Eichborn, Frankfurt/M. 2009.
- Mit Ullrich Fichtner: Billionenpoker – Wie Banken und Staaten die Welt mit Geld überschwemmen und uns arm machen. 2012, ISBN 978-3-421-04576-8.
- Mein Vater, der Mörder. Titelthema. In: Der Spiegel. Nr. 16, 2014.
- „Knast, wenn du lügst!“ In: Der Spiegel. Nr. 10, 2015, S. 81–86 (online – über das Verhältnis der Journalisten zu ihren Lesern infolge der Digitalisierung).
- Als Hrsg.: Ins Herz der Welt: Deutschlands beste Reporter und ihre Suche nach der Wahrheit. Ankerherz Campfire, Hollenstedt 2015, ISBN 978-3-958-98010-5.
- Mit David Schraven (Hrsg.): Corona – Geschichte eines angekündigten Sterbens. dtv Verlagsgesellschaft, München 2020, ISBN 978-3-423-26281-1.
- Lila Eule: Der Ostwest-LSD-Beatclub-Roman. Correctiv Verlag, Essen 2025 ISBN 978-3-948013-30-1.